# Genshō
L'emperadriu Genshō (元正天皇, Genshō-tennō, Asuka, Japó, 683 – Nara, Japó, 22 de maig de 748) fou el 44è monarca del Japó, segons l'ordre tradicional de successions. Va ser l'única emperadriu regnant en la història del Japó en heretar el seu títol d'una altra emperadriu regnant, en comptes de fer-ho d'un predecessor home.
El regnat de Genshō es va estendre entre els anys 715 al 724.
En la història del Japó Genshō va ser la cinquena de vuit dones que van assolir el rol d'emperadriu regnant. Les quatre dones regnants anteriors a Genshō van ser: Suiko, Kōgyoku, Jitō i Genmei. Les tres sobiranes regnants posteriors a ella van ser era Kōken, Meishō, i Go-Sakuramachi.

## Biografia
Abans del seu ascens al Tron del Crisantem el seu nom personal (imina) va ser Hidaka-hime.
Genshō va ser la germana més gran de l'emperador Mommu i filla del príncep Kusakabe i de la seva dona, la qual més tard s'esdevindria l'emperadriu Genmei. Era doncs neta de l'emperador Tenmu i de l'emperadriu Jitō, per part de pare, i neta de l'emperador Tenji per part de mare.

### Esdeveniments de la vida de Genshō
La successió al tron de l'emperadriu Genshō va ser pretesa com una regència mentre el seu nebot, príncep Obito, fill del difunt emperador Mommu, fos prou madur com per accedir al tron. Obito esdevindria més tard l'emperador Shōmu.
Obito va ser nomenat Príncep de la Corona en 714 per l'emperadriu Genmei. En 715 Genmei va abdicar a favor de la seva filla Genshō. Obito tenia aleshores 14 anys.
- 715 (Reiki 1, 9è mes): en el seu 7è any de regnat, l'emperadriu Genmei (元明天皇七年) va abdicar. La successió (senso) va ser rebuda per la seva filla, qui va mantenir el tron en fideïcomís pel seu germà. Poc temps després, l'emperadriu Genshō accedeix al tron (sokui) amb el títol d'emperadriu regnant.[7]

Obito va romandre com a Príncep de la Corona, hereu de la nova emperadriu.
- 717 (Reiki 3, 17è dia del 11è mes): comença l'era de Yōrō.

- 718 (Yōrō 2): L'organització del sistema de lleis conegut com a ritsuryō va continuar sota les iniciatives de Fuhito fins a la seva mort. Aquestes lleis i codis van ser editats i promulgades per Fujiwara no Nakamaro, net de Fuhito, i publicades com Yōrō ritsuryō amb el nom de Fuhito.

- 720 (Yōrō 4): Fujiwara no Fuhito, el cortesà més poderós de la cort de Genmei, va romandre en el seu càrrec fins a la seva mort, en 720. Després de la seva mort, el príncep Nagaya, net de Tenmu i cosí de l'emperadriu Genshō, va arribar al poder. Aquest canvi de poder va constituir un rerefons de posteriors conflictes entre els quatre fills de Nagaya i Fuhito durant el regnat de l'emperador Shōmu.

- 721 (Yōrō 5, 5è mes): s'acaba el Nihon Shoki i es presentant a l'emperadriu. Es tracta del primer llibre d'història japonesa. El mateix mes mor l'anterior emperadriu, Genmei.

- 723 (Yōrō 7): el sistema impositiu que havia estat introduït per l'emperadriu Jitō a finals del segle vii va començar a funcionar malament. Per compensar la disminució dels ingressos fiscals, la "Llei de tinença en tres generacions", una iniciativa del Príncep Nagaya, va ser promulgada en 723. En virtut d'aquest acte, es permetia a les persones posseir un camp de conreo cada tres generacions. A la quarta generació, el dret de possessió tornaria al govern nacional. Aquest acte pretenia motivar un nou cultiu, però només va romandre vigent durant uns 20 anys.

- 724 (Yōrō 8, 4t dia del 2n mes): abdicació de Genshō en favor del seu nebot Obito, qui passaria a ser conegut com a emperador Shōmu.

L'emperadriu Genshō va regnar nou anys. Tot i que en total hi va haver set altres emperadrius regnants, els seus successors van ser seleccionats més sovint entre els homes de la línia paterna imperial. Per això, alguns erudits argumenten que els regnats de les dones van ser temporals i que la tradició de la successió masculina s'ha de mantenir en el segle xxi. La successió entre Genmei i Genshō va ser l'única excepció d'aquesta tradició.
L'emperadriu Genshō va viure uns altres 24 anys després d'abdicar del tron. No es va casar mai i no va tenir cap fill. Va morir als 65 anys.
La tomba de l'emperadriu Genshō es troba a la ciutat de Nara. Aquesta emperadriu és venerada tradicionalment en un memorial xintoiste (misasagi), també a Nara. L'Agència de la Casa Imperial ha designat aquesta ubicació com a mausoleu Mommu, amb el nom oficial de Nahoyama no nishi no misasagi. Es pot visitar la tomba imperial en Narazaka-chō, Nara.

### Kugyō
Kugyō (公卿) és un terme aplicat a un col·lectiu format per uns pocs homes poderosos adscrits a la cort de l'emperador del Japó en èpoques pre-Meiji. Fins i tot durant els anys en què les influències externes a palau van ser mínimes, aquesta organització jeràrquica es va mantenir.
En general, aquest grup d'elit va incloure només tres a quatre homes en un moment donat. Van ser cortesans hereditaris. L'experiència i els antecedents familiars els portaven al cim de la seva carrera. Durant el regnat de Genshō, aquest apèndix del Daijō-kan va incloure:
- Daijō-daijin (Chi-daijō-kanji 知太政官事), Toneri-shinnō (príncep Toneri) (舎人親王). (9è fill de l'emperador Tenmu) 720–735[13]
- Sadaijin, Isonokami no Maro (石上麻呂). 708–717
- Udaijin, Fujiwara no Fuhito (藤原不比等). 708–720
- Udaijin, príncep Nagaya (長屋王). 721–724
- Dainagon, Abe no Sukunamaro (阿倍宿奈麻呂). 718–720
- Dainagon, príncep Nagaya (長屋王). 718–721
- Dainagon, Tajihi no Ikemori (多治比池守). 721–730

## Referències

Segell Imperial del Japó (un crisantem estilitzat)

## Eres del regnat de Genshō
- Reiki (715–717)
- Yōrō (717–724)
- Jinki (724–729)